# Costera macrantha
Costera macrantha là một loài thực vật có hoa trong họ Thạch nam. Loài này được Argent mô tả khoa học đầu tiên năm 1982.